# Чебышов, Сергей Борисович
Сергей Борисович Чебышов — российский учёный и конструктор в области ядерного приборостроения, доктор технических наук, генеральный директор НИЦ «СНИИП» (1997—2005), профессор МИФИ.
Родился 6 мая 1959 г.
Окончил МИФИ по специальности инженер-физик (1984).
Работал в СНИИП с 1977 по 2005 год: радиомонтажник, техник, инженер, старший инженер, руководитель группы (с 1986), заместитель начальника лаборатории, начальник лаборатории, заместитель директора отделения, заместитель директора НИЦ «СНИИП» по научно-производственной работе, директора дочернего предприятия «СНИИП-КОНВЭЛ», с 1997 по 2005 г. — генеральный директор НИЦ «СНИИП».
С 2005 г. председатель совета директоров ЗАО «СНИИП-Конвэл», начальник управления приборостроения ОАО «Атомэнергомаш», главный конструктор АО «СНИИП».
С 1996 г. по совместительству преподаёт в МИФИ, доцент и профессор кафедры прикладной ядерной физики. Главный редактор журнала «Ядерные измерительно-информационные технологии».
Разработчик аппаратуры радиационного контроля для АЭС, судов с ЯЭУ и аппаратурой радиационного мониторинга окружающей среды.
В 1997—2005 гг. под его руководством в СНИИПе проведено около 500 работ, поставлено заказчикам более 2500 различных приборов, блоков и установок, предназначенных для измерения ионизирующих излучений.
- 1997—2002 создано новое поколение информационно-управляющих комплексов и систем для ВМФ РФ.
- 2000 год. Проведены модернизация, изготовление и поставка автоматизированной системы контроля радиационной обстановки на территории Ростовской АЭС и в промзоне, а также системы индивидуального дозиметрического контроля. Выполнен большой объём работ по переоснащению и продлению сроков службы систем радиационного контроля на судах с ядерными энергетическими установкам Мурманского морского пароходства.
- 2001−2003 разработан базовый комплекс технических средств, на основе которого в 2004 г. создана автоматизированная система радиационного контроля (АСРК-01) нового поколения, введённая в 2005 г. в промышленную эксплуатацию на 3-м энергоблоке Калининской АЭС. В  последующем аналогичная АСРК введена в промышленную эксплуатацию на 2-м энергоблоке Ростовской АЭС и в опытно-промышленную эксплуатацию на 4-м энергоблоке Калининской АЭС.
- 1999—2005 НИЦ «СНИИП» совместно с РНЦ «Курчатовский институт» разработал, освоил производство и обеспечил комплектную поставку новой, ранее никогда не поставлявшейся на АЭС системы контроля, управления и диагностики реакторной установки (СКУД) на 3-й энергоблок Калининской АЭС (2004), на АЭС в Бушере и в Китай.

Кандидат технических наук (1992), старший научный сотрудник (1995), доктор технических наук (2005), профессор. Докторская диссертация:
- Базовый комплекс технических средств для построения информационно-измерительных систем радиационного контроля : диссертация ... доктора технических наук : 05.13.05, 05.11.16 / Моск. гос. инженерно-физ. ин-т. - Москва, 2005. - 407 с. : ил.

Автор более 70 научных работ, в том числе двух монографий и 4 изобретений.
Награждён медалями ордена «За заслуги перед Отечеством» 1-й (23.09.2002) и 2-й (06.07.1995) степеней.